# Brenda Patterson
Brenda Patterson ist eine US-amerikanische Bluessängerin.

## Leben und Werk
Über das Leben von Brenda Patterson ist wenig bekannt. Sie soll aus der Gegend von Memphis (Tennessee) stammen. Mit 14 Jahren soll sie einen Lastwagenfahrer geheiratet haben. Ende der 1960er Jahre tauchte sie im Musikgeschäft auf, zu dieser Zeit mit Domingo „Sam“ Samudio verheiratet, der 1965 als Sam the Sham & the Pharaohs mit Wooly Bully einen Welthit gehabt hatte.
Pattersons erstes Album Keep on Keepin’ On erschien 1970. Ihre Begleitband war Redbone, mit der Patterson auch auf Tour ging. Das Album wurde hoch gelobt, der Erfolg blieb aber aus. Patterson wurde jedoch von Bob Dylan als Background-Sängerin für sein Soundtrack-Album Pat Garrett & Billy the Kid (1973) verpflichtet.
Ihr zweites Album Brenda Patterson kam 1973 bei Playboy Records heraus. An dem Album wirken so bekannte Musiker wie Ry Cooder und Dr. John mit. Der Produzent Jim Dickinson schrieb in seinen Memoiren I’m Just Dead, I’m Not Gone das Album sei das beste gewesen, das er je produziert habe. Auch Lawrence Cohn, der das Album dann überarbeitete und herausbrachte, war begeistert von Patterson und verglich sie mit Janis Joplin. Doch auch diesmal stellte sich der Erfolg nicht ein.
Das dritte Album Like Good Wine von 1974 bewegte sich mehr in Richtung Country. 1977 sang Brenda Patterson auf einem Album der Coon Elder Band, danach erschien sie nur noch gelegentlich am Mikrofon. So sang sie 1982 für Ry Cooder Building Fires im Soundtrack zum Film „The Border“. 1987 sang sie im Background von Born To Fight auf dem Album The Killer Inside Me der Band Green on Red. 1999 hörte man sie noch einmal im Background für Calvin Russell auf dem Album Sam. 2000 war sie an dem Album Cooley’s House der gleichnamigen Band als Sängerin und Songwriterin beteiligt.

## Diskografie

### Alben
- Keep on Keepin’ On, 1970
- Brenda Patterson, 1973
- Like Good Wine, 1974
- The Coon Elder Band Featuring Brenda Patterson, 1977
- Cooley’s House, 1999

### Singles
- All God’s Children Got Soul, 1970
- Keep On Keepin’ On, 1970
- Jesus on the Mainline, 1972
- Dance With Me Henry, 1973
- End of the Road, 1973
- Mr. Guitar, 1974